# Uierboord

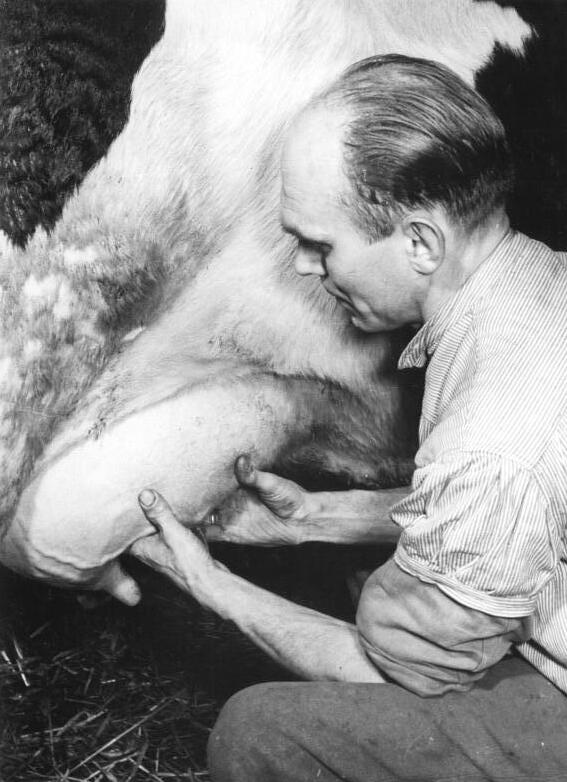
Een koeienuier wordt onderzocht

Uierboord wordt gesneden uit de uier van een geslachte koe. Het was tot ongeveer 1950 volksvoedsel. Vele jaren later is het een gerecht dat in sommige plaatsen beschouwd wordt als een delicatesse. Een geschikte uier is afkomstig van een tot de slacht melkgevende koe. Hij mag geen kneuzingen hebben en niet met geneesmiddelen behandeld zijn.

## Antwerpen
In Antwerpen wordt het voorgekookt aangeboden in de meeste slagerijen. De gekookte uier is geelachtig en wordt in dikke sneden verkocht. Thuis worden de sneden dan gebakken in de pan en gekruid met zout en peper, en samen met wat brood opgegeten.

## Rotterdam
Gebakken uierboord, in de volksmond ook wel "koeietiet", "volksfricandeau" of "arbeidersbiefstuk" genoemd, beschouwt men in Rotterdam als een typisch streekgerecht. Het wordt daar meestal in dunne plakken gesneden en bestrooid met wat zout en peper, als broodbeleg gebruikt. Vroeger werd uierboord veel gegeten door de minstbedeelden; het was slachtafval en werd derhalve voor een lage prijs bij de slachterij verkocht. Na 1950 is het gerecht snel in onbruik geraakt. Toen een broodje uierboord rond 1990 echter als "typisch Rotterdams" ging gelden kwam het in bepaalde kringen in die stad sterk in de mode. Een slager aan de Rotterdamse Oude Binnenweg verkoopt uierboord gesneden per ons.

## Bereiding
Runder-uier dient grondig schoongespoeld te zijn om daarna enige uren gekookt te worden in water met zout. Aanbraden in boter of margarine met een kruiderij maakt het gerecht af. Uierboord kan warm of koud worden gegeten. 